# Monte Azul Paulista (kommun)
Monte Azul Paulista är en kommun i Brasilien.   Den ligger i delstaten São Paulo, i den sydöstra delen av landet, 600 km söder om huvudstaden Brasília. Antalet invånare är 18 931.
Följande samhällen finns i Monte Azul Paulista:
- Monte Azul Paulista

Trakten runt Monte Azul Paulista består till största delen av jordbruksmark. Runt Monte Azul Paulista är det ganska tätbefolkat, med 108 invånare per kvadratkilometer.